# Thal
Thal je naselje u austrijskoj pokrajini Štajerskoj, poznato kao rodno selo Arnolda Schwarzeneggera.

## Zemljopis
Naselje se nalazi oko 3,2 km zapadno od glavnog grada Štajerske Graza. Sastoji se od oko 19 grupiranih zaselaka: Eben, Eck, Hardta, Haslau, Kirchberg, Kötschberg, Linak, Oberbichl, Oberthal, Plabutsch, Schlüsselhof, Steinberg, Unterbichl, Unterthal, Waldsdorf, Waldsdorfberg, Wendlleiten, Windhof i Winkel. U selu ima i malo jezero Thalersee.

## Povijest
U Thalu je 1735. sagrađena drvena kapela u baroknom stilu. Godine 1772., sagrađena je župna crkva Svetog Jakova, izvorno posvećena Svetom Sebastijanu, koja je proširena 1992., a posvećena 15. svibnja 1994. godine.

## Poznate osobe
- Arnold Schwarzenegger, austrijsko-američki filmski glumac, političar i body builder

## Vanjske poveznice
- Službene stranice naselja

### Ostali projekti
|  | Zajednički poslužitelj ima još gradiva o temi Thal |